# Målilla sanatorium

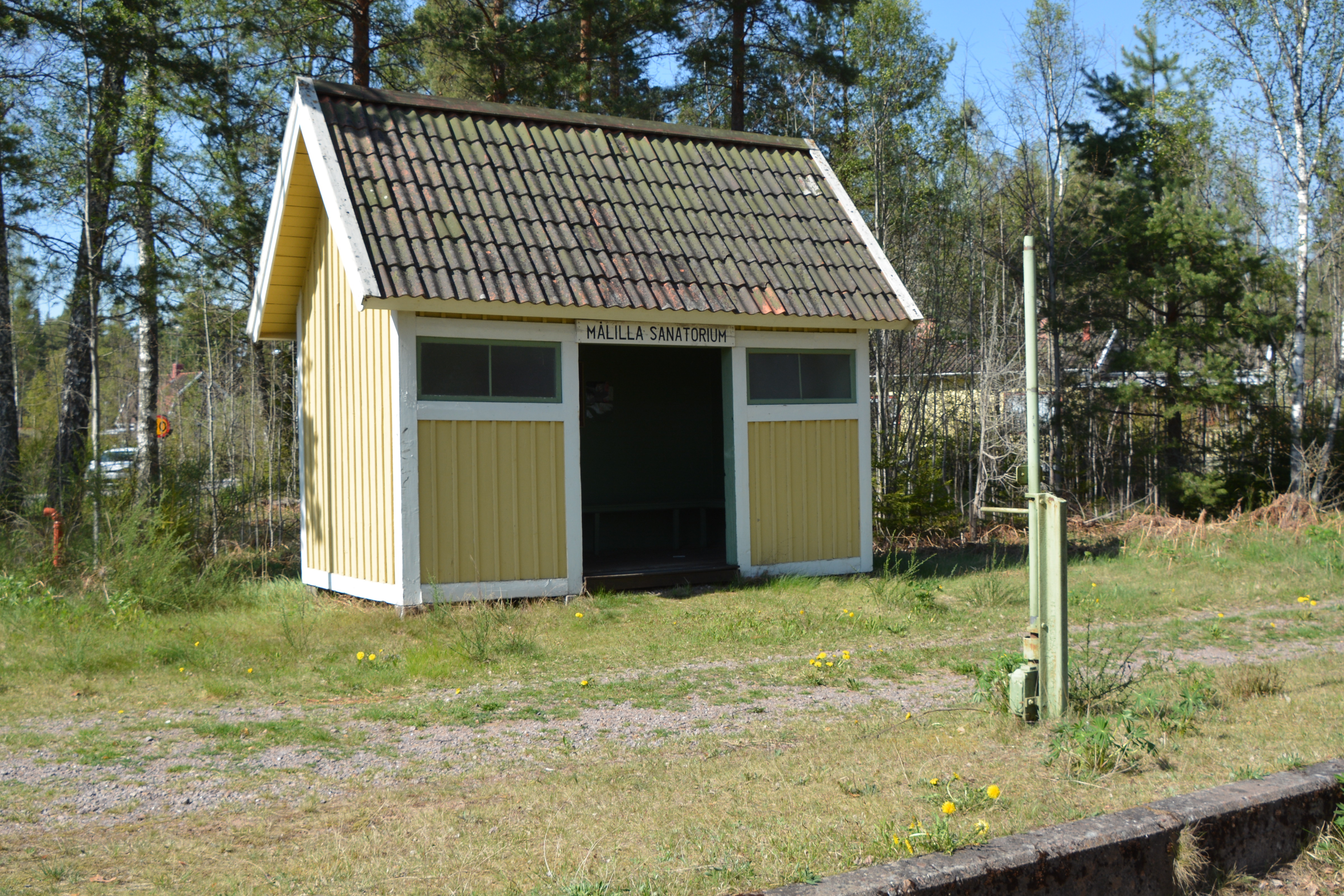
Målilla sanatoriums hållplats.

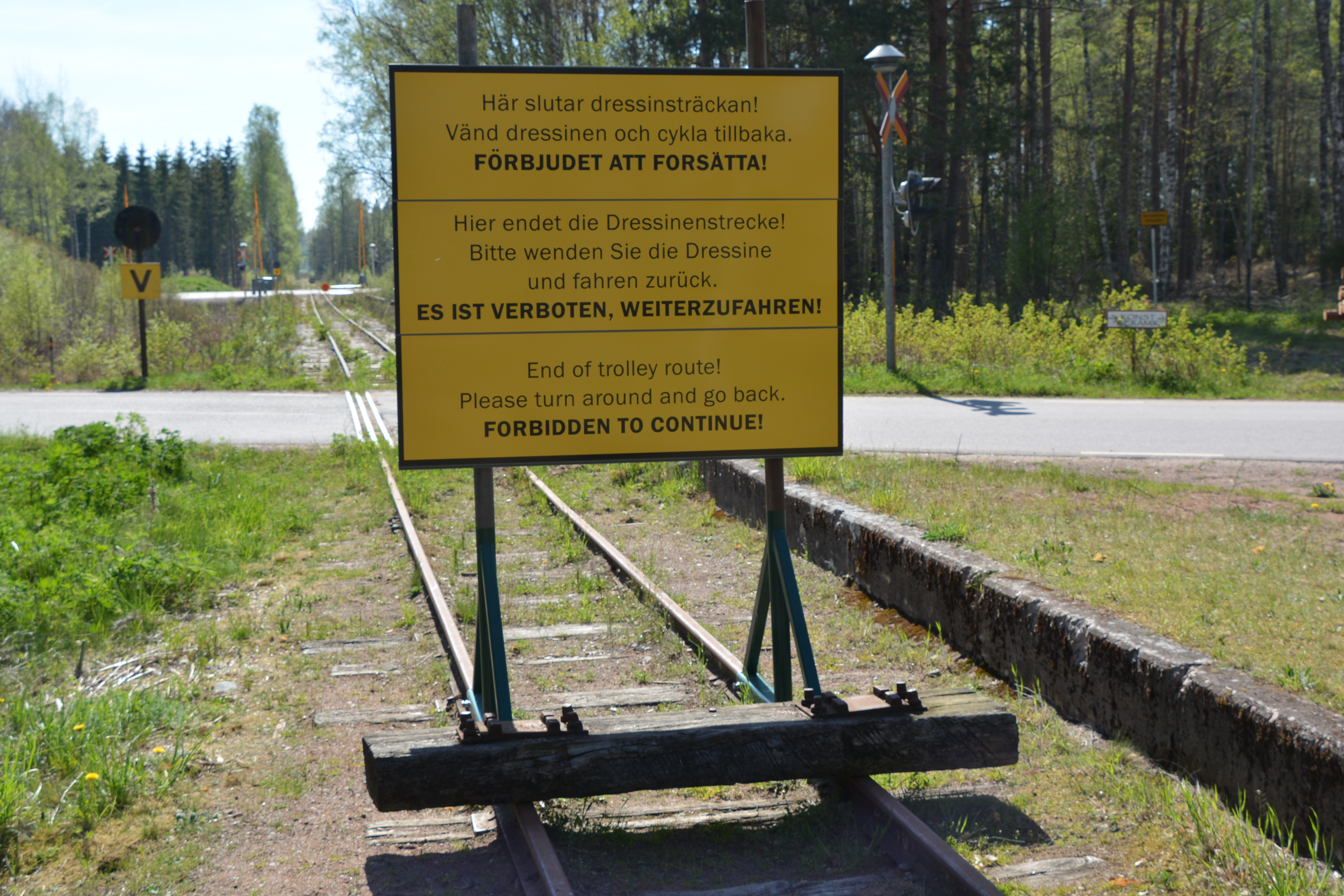
Slutpunkt för turisttrafik med dressin från Hultsfred, vid Målilla sanatoriums hållplats.

Målilla sanatorium var ett lungtuberkulossjukhus strax väster om Målilla i nuvarande Hultsfreds kommun.
Målilla Sanatorium började byggas 1912 och invigdes 1915. Den sista tuberkulospatienten skrevs ut 1973, och sjukhuset blev sedan Målilla sjukhem. Efter nedläggningen av detta användes byggnaden som "Moliljans restaurang och hotell". Från oktober 2013 till juni 2017 utnyttjades byggnaden som tillfälligt asylboende.
Som mest hade sanatoriet på 1930-talet 300 patienter.
2021 användes sanatoriet som inspelningsplats för andra säsongen av TV-programmet "Hide & Seek", producerat av Discovery+.

## Målilla sanatoriums hållplats
Där infartsvägen till Målilla sanatorium korsar smalspårsbanan Växjö-Åseda-Hultsfreds Järnväg finns en hållplats med en hållplatskur, som tillkom vid bandelens byggande 1922.

## Målilla sanatoriemuseum
På Målilla sanatorium har sedan omkring år 2000 funnits ett museum över sanatoriet, som drivits av en lokal museiförening.
Museet stängde 2016 och utställningen är planerad att återuppbyggas i en byggnad på Målilla-Gårdveda hembygdspark.

## Småort
År 2015 hade området runt sanatoriet avskilts från Målilla tätort och avgränsade enligt SCB en egen småort med småortskoden S1991. 2020 hade antalet bofasta blivit förre än 50 och småorten avregistrerades.